# Dendropsophus stingi
Dendropsophus stingi – gatunek niewielkiego płaza bezogonowego z rodziny rzekotkowatych (Hylidae).

## Taksonomia
Gatunek ten był dawniej zaliczany do rodzaju Hyla. Julián Faivovich i jego współpracownicy w 2005 roku przenieśli go do przywróconego rodzaju Dendropsophus.
Epitet gatunkowy taksonu upamiętnia brytyjskiego muzyka Stinga.

## Morfologia
Samiec osiąga długość 21,7–24,3 mm, samica 26,2 mm. Ciało ma krępe, głowę dosyć szeroką. Pysk jest okrągły, u samic widzianych z góry lekko się zwężający.

## Występowanie
Płaz ten jest gatunkiem endemicznym dla Kolumbii. Występuje na wschodnich stokach Kordyliery Wschodniej, w departamentach Boyacá i Casanare, na wysokości 313–2020 m n.p.m.

## Status
W Czerwonej księdze gatunków zagrożonych IUCN Dendropsophus stingi od 2017 roku klasyfikowany jest jako gatunek najmniejszej troski (LC, ang. Least Concern); wcześniej, od 2004 roku uznawano go za gatunek narażony (VU, ang. Vulnerable). Płaz ten jest bardzo liczny w swoim niewielkim zasięgu występowania.